# Cultus van de Rede

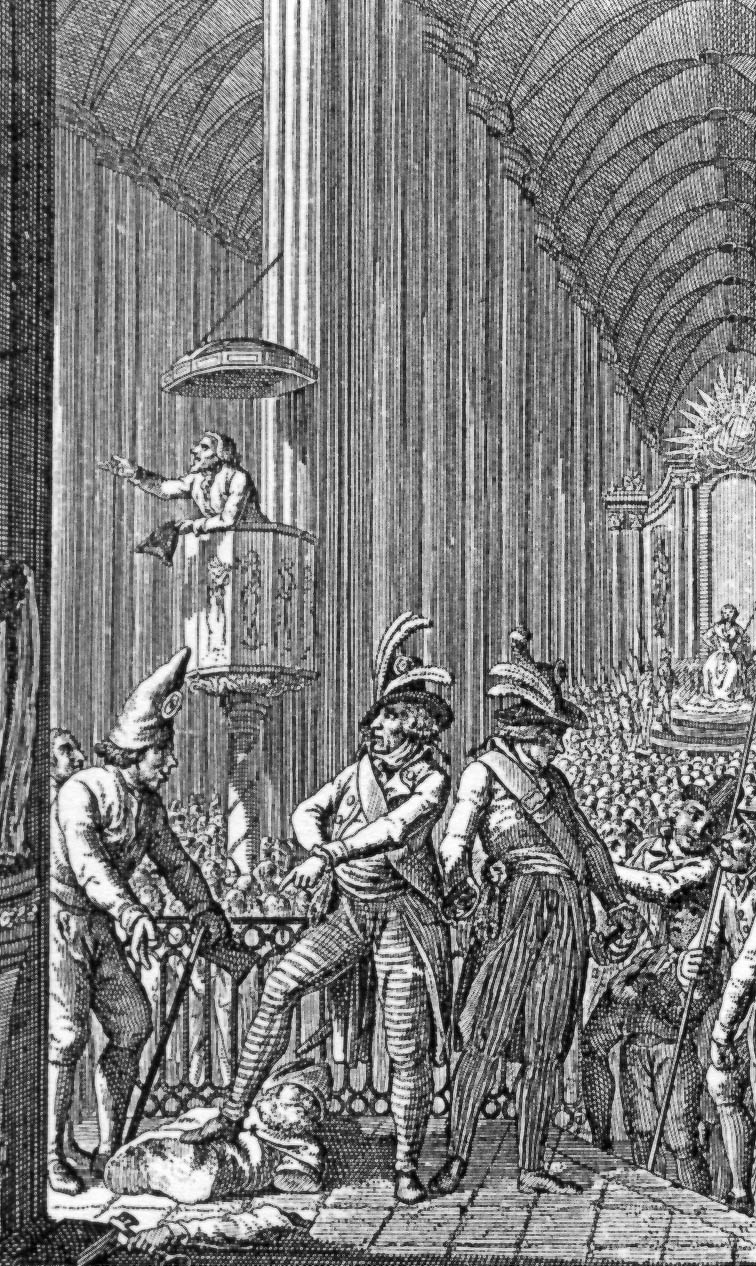
De kathedraal van Straatsburg werd omgevormd tot een "tempel van de rede". Hierbij werden honderden beelden vernield.

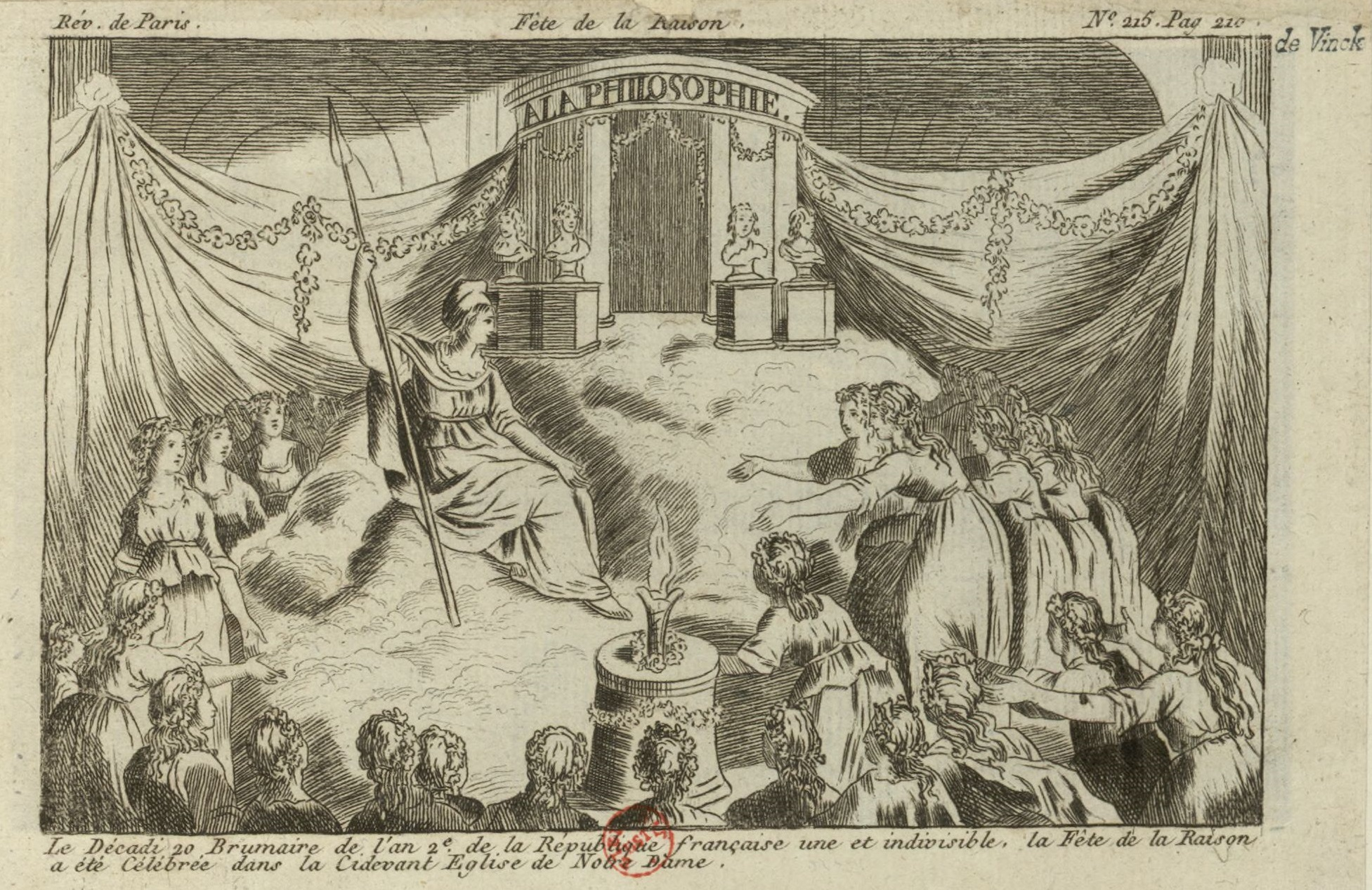
Het Fête de la Raison ("feest van de rede") in de Notre-Dame van Parijs op 10 november 1793.

De Cultus van de Rede (Frans: Culte de la Raison) was een atheïstische, humanistische antigodsdienst in Frankrijk tijdens de Franse Revolutie. Deze cultus van een symbolische "godin van de rede" was bedoeld als alternatief voor het christendom. De Katholieke Kerk werd na de Revolutie verboden. Priesters werden vervolgd en kerken werden met veel geweld en vernieling omgevormd tot "tempels van de rede".

## Achtergrond
De cultus ontwikkelde zich tijdens de periode 1792-1794, toen revolutionair Frankrijk van alle kanten bedreigd werd, door zowel buitenlandse legers als royalistische en antirevolutionaire rebellen. De Kerk werd door de revolutionairen beschouwd als vijandig en antirevolutionair en tijdens de Septembermoorden in september 1792 werd een bloedbad onder geestelijken aangericht waarbij onder meer 200 priesters en drie bisschoppen om het leven kwamen.
In september 1792 werd echtscheiding gelegaliseerd door de Nationale Conventie en nam de staat de controle over de geboorte-, sterf- en trouwregisters over van de Kerk. Tijdens de bloedige Terreur begon een proces van "ontkerstening" (déchristianisation). In mei 1793 werden de kerken gesloten en werd de mis verboden. De kerken werden geplunderd en het buitgemaakte goud en zilver werd gebruikt om de oorlog te financieren.
In november 1793 werd het woord dimanche (zondag) verboden en de gregoriaanse kalender vervangen door een republikeinse kalender waarbij de sabbat, heiligendagen en andere christelijke hoogtijdagen afgeschaft werden. De christelijke feestdagen werden vervangen door nieuwe feestdagen die de oogst en andere niet-religieuze zaken vierden. De aartsbisschop van Parijs moest aftreden en zijn mijter inruilen voor een rode Frygische muts. Al met al werden zo'n 20.000 priesters gedwongen zich terug te trekken en 9.000 werden gedwongen om te trouwen. Zo'n 30.000 priesters ontvluchtten het land en duizenden werden geëxecuteerd.

## De cultus
Als vervanging voor het christelijke geloof werd een atheïstische cultus in het leven geroepen, losjes gebaseerd op het denken van Voltaire en de verlichting. Achter deze Cultus van de Rede stonden enkelen van de meest radicale revolutionairen in Parijs, zoals Jacques-René Hébert, Pierre Gaspard Chaumette en Joseph Fouché. De cultus kreeg veel steun van de sansculottes totdat de vervolging van de Hébertisten (de volgelingen van Hébert) door Robespierre de beweging ondergronds dreef.
Op 10 november 1793 proclameerde de Nationale Conventie op suggestie van Chaumette een Godin van de Rede die door de cultus geëerd zou worden. Mmle. Maillard, een populaire zangeres, werd gekozen als personificatie van deze godin. Chaumette organiseerde vervolgens een Fête de la Raison ("Feest van de Rede"), waarbij de "godin", getooid met Frygische muts, een processie naar de Notre-Dame van Parijs leidde. Daar werd ze op een altaar op een "berg" geplaatst (een referentie aan de montagne van de Nationale Conventie), tussen bustes van Voltaire en Rousseau. Tijdens de ceremonie werd de kathedraal omgedoopt tot de Tempel van de Rede.

## Nasleep
Toen Robespierre de macht greep in Frankrijk en de Terreur zijn hoogtepunt bereikte werden veel van de voorstanders van de Cultus van de Rede geëxecuteerd. Robespierre verving de cultus in 1794 door een nieuwe, deïstische Cultus van het Opperwezen (Culte de l'Être suprême), die zijn hoogtepunt bereikte met een Fête de l'Être suprême ("Feest van het Opperwezen") op 8 juni, waarbij Robespierre als een soort hogepriester optrad. Robespierres nieuwe godsdienst werd algemeen belachelijk gemaakt en versnelde zijn politieke ondergang en executie.